# Smula ås
Smula ås este o arie protejată (arie specială de conservare — SAC, sit de importanță comunitară — SCI) din Suedia întinsă pe o suprafață de 4,2 ha, integral pe uscat.

## Localizare
Centrul sitului Smula ås este situat la coordonatele 58°02′50″N 13°35′37″E / 58.0471°N 13.5936°E.

## Înființare
Situl Smula ås a fost declarat sit de importanță comunitară în ianuarie 1997 pentru a proteja . Situl a fost protejat și ca arie specială de conservare în martie 2011.

## Biodiversitate
Situată în ecoregiunea boreală, aria protejată conține 2 habitate naturale: Pajiști uscate seminaturale și facies de acoperire cu tufișuri pe substraturi calcaroase (Festuco-Brometalia) (* situri importante pentru orhidee), Pajiști fino-scandinave uscate până la mezice, bogate în specii de altitudine mică.
La baza desemnării sitului se află un număr nedeclarat de specii protejate: